# Anacroneuria wipukupa
Anacroneuria wipukupa és una espècie d'insecte plecòpter pertanyent a la família dels pèrlids.

## Descripció
- L'adult fa entre 12 i 15 mm de llargària total.[6]

## Hàbitat
En el seu estadi immadur és aquàtic i viu a l'aigua dolça, mentre que com a adult és terrestre i volador.

## Distribució geogràfica
Es troba als Estats Units: Arizona.

## Estat de conservació
Els seus principals problemes són la qualitat de l'aigua i la depredació exercida per peixos i crancs de riu.